# Ghawgha Taban
Ghawgha Taban (Afganistan) és una cantant i compositora afganesa.
Des del 2016 es dedica professionalment a la música. Les lletres de les seves cançons denuncien el patiment social pels conflictes i la situació de les nenes i les dones a l'Afganistan. Entre les seves obres més conegudes, ha musicat el poema "Et beso enmig dels talibans" de Ramin Mazhar i "Tabassum" dedicada als nens que han presenciat la guerra. Alguns dels seus temes han esdevingut himnes per la resistència contra els talibans.
El 2021 va ser escollida com una de les 100 dones més inspiradores per la BBC.